# HD 221970
HD 221970 — жёлто-белая звезда главной последовательности, находящаяся в созвездии Андромеда на расстоянии около 250,27 св. лет от Земли. По состоянию на 2007 год, радиус звезды оценивается в 2,85 солнечного радиуса. Возраст звезды составляет приблизительно 1,4—1,6 млрд лет. Исходя из положительной радиальной скорости, звезда удаляется от Солнца. Планет у HD 221970 обнаружено не было. Звезда видима невооружённым глазом на ночном небе.